# André Huebscher
André Huebscher (* 8. Januar 1989 in Moers) ist ein deutscher Eishockeyspieler, der seit der Saison 2019/20 bei den Moskitos Essen in der Eishockey-Oberliga unter Vertrag steht.

## Karriere
Huebscher spielte schon in seiner Kindheit für den Krefelder EV, für den er bereits im Knabenalter in der Saison 2001/02 als überragender Scorer ausgezeichnet wurde, nachdem er in 21 Einsätzen seiner Altersklasse 79 Tore und 40 Vorlagen erzielen konnte. Anschließend trug der Flügelstürmer 31-mal das Trikot der KEV-Schüler und erzielte in dieser Zeit insgesamt 46 Tore und 74 Scorerpunkte. Zudem durchlief der gebürtige Krefelder die Auswahlmannschaften der U-13, U-14 und U-15 in der NRW Stützpunktliga. Eine schwere Verletzung hinderte ihn jedoch im Lauf der Saison 2003/04 zum Sprung in den DNL-Kader der Rheinländer.
Bereits in der nächsten Spielzeit stand Huebscher jedoch für den KEV in der Deutschen Nachwuchsliga auf dem Eis, erneut zwang ihn eine langwierige Muskelverletzung, insgesamt 10 Spiele auszusetzen, sodass er mit sieben Toren und 17 Punkten letztlich nur sechstbester Scorer im Team werden konnte.
Zur Saison 2004/05 wurde der Angreifer schließlich erstmals in den Profikader der Krefeld Pinguine aus der Deutschen Eishockey Liga berufen, spielte jedoch mit einer Förderlizenz überwiegend im DNL-Team des Krefelder EV. Unter dem neuen Trainer Igor Pawlow gehörte André Huebscher ab der Saison 2008/09 zum Stammkader der Pinguine in der DEL. Zur Saison 2010/11 wurde er vom ERC Ingolstadt verpflichtet und im Saisonverlauf als Leihspieler zu den Landshut Cannibals geschickt. Im Juni 2011 erhielt Huebscher einen Kontrakt bei den Grizzly Adams Wolfsburg  aus der Deutschen Eishockey Liga. In 41 Spielen der Hauptrunde sowie drei Play-off-Spielen für die Grizzlies erzielte er drei Tore selbst und bereitete sechs vor.
Im Juli 2012 wurde Huebscher von den Dresdner Eislöwen aus der 2. Bundesliga verpflichtet. 2013 wechselte er zu den Füchsen nach Duisburg. Nach sechs Jahren, bei denen er in Duisburg in 242 Spielen 120 Tore und 231 Assists erzielte, wechselte Huebscher zu den Moskitos Essen.

### International
Zusammen mit seinem damaligen Krefelder Mannschaftskollegen Sinan Akdağ nahm André Huebscher mit der U20-Nationalmannschaft an der Juniorenweltmeisterschaft 2009 in Kanada teil, stieg dort mit dem Team jedoch in die B-Gruppe ab.

## DEL-Statistik
(Stand: Ende der Saison 2011/12)